# Kriegsdienstverweigerung in Deutschland

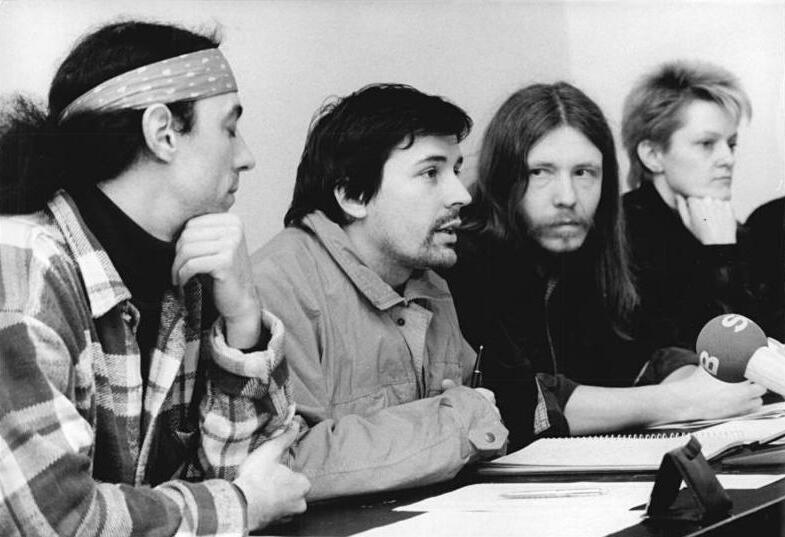
Pressekonferenz von Totalverweigerern des Wehrdienstes aus Ost- und Westdeutschland im Januar 1990 – im Hintergrund Renate Künast (Alternative Liste)

Kriegsdienstverweigerung (KDV) war in der Geschichte Deutschlands bis 1945 im Kriegsfall fast nur als Desertion möglich. Regionale und befristete Ausnahmen gab es nur für Angehörige einiger Friedenskirchen. Kriegsdienstverweigerung wurde im Ersten Weltkrieg als Fahnenflucht oder Landesverrat mit schweren Zuchthausstrafen, in der Zeit des Nationalsozialismus als Wehrkraftzersetzung auch mit der Todesstrafe geahndet.
In der DDR gab es kein Recht auf Kriegsdienstverweigerung. Dort war legal nur ein waffenloser Bausoldatendienst innerhalb der Nationalen Volksarmee möglich. Dessen Inanspruchnahme zog oft berufliche Nachteile nach sich.
In der Bundesrepublik Deutschland wurde Kriegsdienstverweigerung nach zwei Weltkriegen als Grundrecht im Grundgesetz verankert. Dessen gesetzliche Regelung hat sich seit 1949 bis zum derzeit gültigen Anerkennungsverfahren beim Bundesamt für Familie und zivilgesellschaftliche Aufgaben oft geändert. 2011 wurde die allgemeine Wehrpflicht in Deutschland ausgesetzt; die Kriegsdienstverweigerung ist unabhängig von der Umstellung der Bundeswehr auf eine Berufsarmee möglich.
Als Totalverweigerung oder genauer totale Kriegsdienstverweigerung (TKDV) bezeichnet(e) man in Deutschland die Verweigerung jeder öffentlichen Dienstverpflichtung, insbesondere des Militärdienstes (Wehrdienst) und aller denkbaren Ersatzdienste (Zivildienst).

## Frühe Neuzeit
Kriegsdienstverweigerung blieb in Deutschland wie in allen europäischen Regionen bis in die Neuzeit hinein eine seltene Ausnahmeerscheinung. Im Mittelalter war sie nur von den Katharern und Waldensern gegenüber den jeweiligen Landesfürsten geübt worden, wenn diese Zwangsdienste forderten und eine Armee für ihre Feldzüge aufstellen ließen. Dafür nahmen diese christlichen Minderheiten staatliche und großkirchliche Verfolgung als Ketzer auf sich.
In der Reformationszeit entstanden auch im deutschsprachigen Raum neue christliche Gruppen, die einen an der Bibel und am Urchristentum orientierten Lebensstil anstrebten. Dazu zogen sie sich häufig von der Außenwelt zurück, so die Böhmischen Brüder und die Hutterer. Andere aus der Täuferbewegung hervorgehende Gruppen versuchten, ihren Glauben in Teilbereichen mit politischen Reformen durchzusetzen, scheiterten aber an den damaligen Machtverhältnissen. Die Mennoniten, Quäker und Tunker konnten ihre prinzipielle Gewaltfreiheit in deutschen Gebieten nicht ausüben und mussten daher noch im 20. Jahrhundert vielfach auswandern. Nur das dänische Herzogtum Schleswig stellte sie 1623 mit der Ansiedlung in Friedrichstadt vom damals angeordneten Waffendienst frei.
1647, gegen Ende des Dreißigjährigen Krieges, erklärte das Agreement of the People erstmals, jeder Zwang zum Kriegsdienst verletze natürliche Menschenrechte. Doch die wenigsten deutschen Fürsten erkannten dieses Recht an. Friedrich der Große sicherte den preußischen Mennoniten am 27. März 1780 gegen ein Jahresentgelt von 5000 Talern zwar die „ewige“ Befreiung von der Kantonalspflicht zu, schränkte dafür aber ihre Niederlassungs- und Bodenerwerbsrechte ein.
Auch im 19. Jahrhundert praktizierten in Deutschland weiterhin fast nur politisch und zahlenmäßig unbedeutende christliche Gruppen die Kriegsdienstverweigerung, darunter Adventisten und Zeugen Jehovas.

## Deutsches Kaiserreich
Die seit 1815 in einigen Nationalstaaten Europas und den USA entstandenen Friedensgesellschaften setzten erstmals auch die Kriegsdienstverweigerung als mögliches Mittel zur Durchsetzung eines Völkerrechts auf die politische Tagesordnung. Die 1892 gegründete Deutsche Friedensgesellschaft (DFG) lehnte die Kriegsdienstverweigerung bis 1918 jedoch strikt ab.
Eine mit politischen Zielen verbundene Kriegsdienstverweigerung wurde erstmals im Zusammenhang der wachsenden europäischen Arbeiterbewegung erwogen. Die frühe Sozialdemokratie war theoretisch entschlossen, einen Krieg der europäischen Hegemonialmächte zu verhindern oder wenigstens nicht mitzutragen. Entsprechende Beschlüsse traf die Sozialistische Internationale wiederholt, besonders in den Jahren 1907, 1912 und 1913. In der zweiten Balkankrise organisierte die SPD Massenkundgebungen als Protest gegen den nun absehbaren gesamteuropäischen Krieg. Bei einer solchen Demonstration rief Rosa Luxemburg hunderttausende Zuhörer am 24. September 1913 in Frankfurt am Main zur Verweigerung von Kriegsdiensten, Widerstand gegen die Kriegsvorbereitung und Befehlsverweigerung im Kriegsfall auf: „Wenn uns zugemutet wird, die Mordwaffe gegen unsere französischen oder anderen Brüder zu erheben, dann rufen wir: ‚Das tun wir nicht!‘“ Daraufhin wurde sie der „Aufwiegelung zum Ungehorsam gegen die Obrigkeit“ angeklagt. Am 20. Februar 1914 wurde sie deswegen zunächst zu einem Jahr Gefängnis verurteilt. Sie blieb mit einer Unterbrechung von wenigen Wochen bis zur Novemberrevolution 1918 in Haft.
Den Ersten Weltkrieg betrachtete die DFG ebenso wie die SPD als deutschen Verteidigungskrieg und lehnte die Kriegsdienstverweigerung deshalb weiterhin ab. Sie erlitt mit anderen deutschen pazifistischen Gruppen hohe Mitgliederverluste und wurde trotz ihrer an der Regierung orientierten Forderungen 1915 verboten. Anders als etwa in Großbritannien entstand in Deutschland keine organisierte und politisch wirksame Verweigerungsbewegung. Nur einzelne Intellektuelle, wenige Anarchisten und etwa 50 Adventisten, die sich nach dem Krieg als Reformadventisten organisierten, verweigerten ab August 1914 die Einberufung zum deutschen Militär. Sie wurden deswegen als Geistesgestörte inhaftiert oder – häufiger – zu schweren Zuchthausstrafen verurteilt, die einige von ihnen nicht überlebten.

## Weimarer Republik
Nach Abschluss des Versailler Vertrages sah die Weimarer Verfassung keine Wehrpflicht vor, so dass die nun entstandene deutsche Friedensbewegung zunächst andere Themen als die Kriegsdienstverweigerung in den Vordergrund rückte. Nur diejenigen Gruppen, die die deutsche Kriegsschuld bejahten, forderten eine präventive Kriegsdienstverweigerung als Mittel zur Verhütung kommender Kriege: darunter der Bund der Kriegsdienstgegner (BdK), der Kreis jungjüdischer Pazifisten, die Großdeutsche Volksgemeinschaft, linksgerichtete Antimilitaristen wie die 1926 von Kurt Hiller gegründete Gruppe revolutionärer Pazifisten (GRP) sowie der Friedensbund der Kriegsteilnehmer (FdK), die im Kriegsfall auch Generalstreiks befürworteten.
Nach Deutschlands Beitritt zum Völkerbund spaltete die Frage, wie sich die Kriegsdienstverweigerung zur notfalls militärischen Durchsetzung des Völkerrechts verhalte, die Friedensbewegung. Doch auch die gemäßigten Pazifisten erkannten die Kriegsdienstverweigerung nun als legitime individuelle Möglichkeit an. 1927/28 sammelte die DFG etwa 224.000 Selbstverpflichtungen zur Kriegsdienstverweigerung bei einer befürchteten erneuerten Wehrpflicht. Dies blieb politisch jedoch fast wirkungslos, da der Versailler Vertrag die Wiedereinführung einer deutschen Wehrpflicht verbot.

## Zeit des Nationalsozialismus

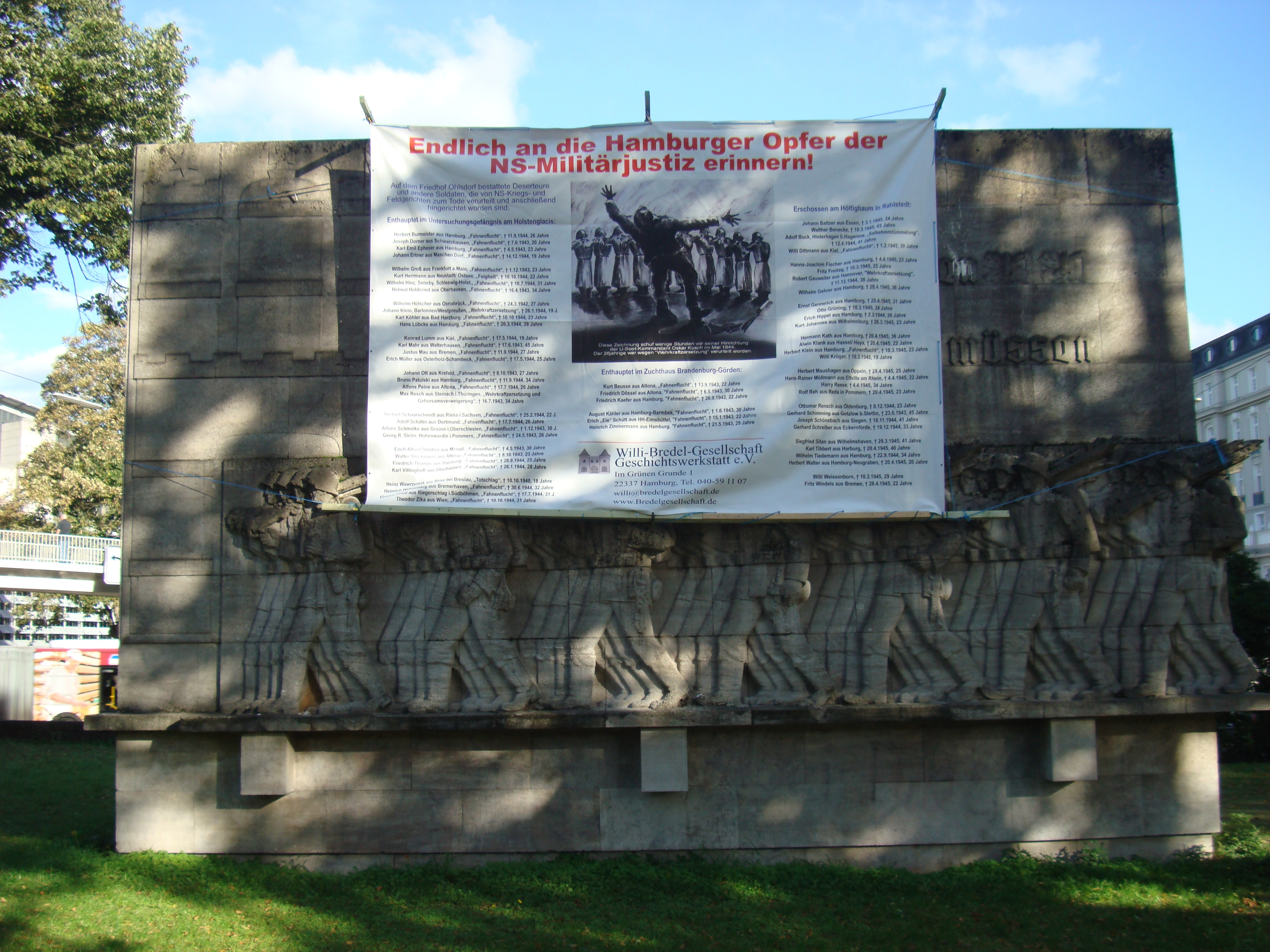
Plakat zur Erinnerung an die Opfer der Militärjustiz (auf dem Hamburger Kriegerdenkmal am Dammtordamm)

Im April 1933 verbot das Regime des Nationalsozialismus neben den meisten demokratischen Parteien auch die pazifistischen Organisationen und inhaftierte viele ihrer führenden Persönlichkeiten in Konzentrationslagern. Mit der Gründung der Wehrmacht wurde die Wehrpflicht 1935 im Deutschen Reich wiedereingeführt: Seither drohten Kriegsdienstverweigerern schwere Zuchthausstrafen wegen Wehrkraftzersetzung – in der Regel Einweisung in ein KZ – und bei Festhalten ihrer Verweigerung die Todesstrafe.
Dennoch gab es bis 1945 etwa 8.000 Verweigerer, etwa 6.000 davon kriegs- und eidverweigernde Zeugen Jehovas. Von ihnen starben etwa 1.200, davon 635 aufgrund der Haftbedingungen oder Ermordung in Haft ohne Gerichtsurteil, 203 oder 250 aufgrund eines Gerichtsurteils wegen ihrer Kriegsdienstverweigerung (siehe Zeugen Jehovas im Nationalsozialismus).
Mindestens 13 Reformadventisten (der höchste Anteil bei einer evangelischen Konfession im „Dritten Reich“) wurden als religiös-ethische Kriegsdienstverweigerer von NS-Sondergerichten und Kriegsgerichten der Wehrmacht zum Tod verurteilt und hingerichtet oder starben in der KZ-Haft: Anton Brugger, Josef Blasi, Gottlieb Metzner, Franz Nakat, Viktor Pacha, Ludwig Pfältzer, Günter E. Pietz, Gustav Przyrembel, Julius Ranacher, Richard Schreiber, Karl F. Schreiber, Willi Thaumann und Leander J. Zrenner. Als weiterer Kriegsdienstverweigerer wurde Pastor Alfred Münch als Zwangsarbeiter der Organisation Todt am Atlantikwall auf der Kanalinsel Alderney eingesetzt. Dort verlieren sich seine Spuren. Karl Krahe dagegen ist einer der wenigen Reformadventisten, der sein Gerichtsverfahren und den Krieg überlebt hat.
Die deutschen Mennoniten befolgten den „Grundsatz der Wehrlosigkeit“ im Dritten Reich nicht. Von den etwa 200 deutschen Quäkern verweigerte nur Gerhard Halle zunächst den Kriegsdienst, entschloss sich aber später – um Schlimmeres zu vermeiden – doch zum Einsatz, wenn auch aufgrund seiner schweren Kriegsverletzungen im Ersten Weltkrieg nur in der Etappe, an der Ostfront. Ein entsprechendes Gesuch seinerseits wurde jedoch vom Wehrbezirkskommando Berlin VIII abgelehnt. Von den Baptisten verweigerte Heinz Herbst, von einer anderen Freikirche Alfred Herbst. Weitere deutsche Verweigerer gehörten zu den Mormonen und Apostelgemeinden. Auch Mitglieder der prinzipiell Eide und Militärdienst verweigernden Gemeinschaft der Christadelphians wie die Brüder Rudolf und Albert Merz wurden inhaftiert. Letzterer wurde am 3. April 1941 im Zuchthaus Brandenburg hingerichtet.
Aus der DEK sind nur zwei Kriegsdienstverweigerer bekannt geworden. Hermann Stöhr verweigerte am 2. März 1939 seine Einberufung zu einer Wehrübung mit Bezug auf Mt 26,52 : „Mir wie meinem Volk sagt Christus: ‚Wer das Schwert nimmt, soll durchs Schwert umkommen‘ … So halte ich die Waffenrüstungen meines Volkes nicht für einen Schutz, sondern für eine Gefahr. Was meinem Volk gefährlich und verderblich ist, daran vermag ich mich nicht zu beteiligen.“ Stöhr wurde dafür von seiner Landeskirchenleitung heftig gerügt, am 31. August 1939 von der deutschen Feldpolizei verhaftet und am 10. Oktober wegen Fahnenflucht zu KZ-Haft, am 16. März 1940 wegen Wehrkraftzersetzung zum Tod verurteilt und am 21. Juni 1940 geköpft. Martin Gauger entzog sich drohender Einberufung durch Flucht in die damals noch unbesetzten Niederlande, wo ihn die SS später verhaftete und im Juli 1941 im KZ Buchenwald ermordete.
Beide gehörten zur Bekennenden Kirche. Deren Gründungsurkunde, die Barmer Theologische Erklärung von 1934, verpflichtete ihre Mitglieder auf Glaubensgehorsam zu Jesus Christus im Widerspruch zu totalitären Staatsforderungen. Dietrich Bonhoeffer schrieb 1936 in seinem Katechismus: „Niemals kann die Kirche Krieg und Waffen segnen. Niemals kann der Christ an einem ungerechten Krieg teilhaben.“ Mit seiner Friedensrede auf der ökumenischen Jugendkonferenz in Fanö am 28. August 1936 rief er die Kirchen weltweit zur bedingungslosen Absage an jeden Krieg auf. Er war im Einberufungsfall zur Kriegsdienstverweigerung entschlossen und wusste, dass er dafür zum Tod verurteilt werden würde. Karl Barth, Autor der Barmer Erklärung, forderte den Generalsekretär der ökumenischen Bewegung Willem Adolf Visser ’t Hooft am 13. April 1939 auf, alle Christen in Deutschland angesichts der drohenden Kriegsgefahr in einer Radiobotschaft zu fragen, „...ob es nicht ihre Sache sei, zur Verhinderung dieses Krieges bzw. eines Sieges der Usurpatoren ihrerseits alles in ihren Kräften Stehende zu tun...“, etwa Wehrdienstverweigerung und Sabotage. Visser’t Hooft lehnte ebenso ab wie deutsche Freunde Barths, denen er diesen Aufruf im Juli 1939 vorschlug. Die BK trug den Überfall auf Polen im September 1939 zusammen mit den Deutschen Christen geschlossen mit.
Etwa 20 römisch-katholische Verweigerer sind namentlich bekannt. Der pazifistische Priester Max Josef Metzger warnte schon 1933 vor einem neuen Weltkrieg. Er forderte Hitler 1942 in einem nicht abgesandten Brief zum Rücktritt auf. Er wurde deshalb am 27. April 1944 als „für alle Zeit ehrloser Volksverräter“ hingerichtet. Sieben Mitglieder der von Metzger 1935 gegründeten Christkönigsgesellschaft verweigerten aus Glaubensgründen nach ihrer Einberufung den Führereid und damit den Wehrdienst. Von ihnen wurden darum Michael Lerpscher, Richard Reitsamer, Joseph Ruf und Ernst Volkmann zwischen 1940 und 1944 hingerichtet. Josef und Bernhard Fleischer überlebten knapp. Kein Bischof trat für sie ein, alle lehnten jedes Gnadengesuch für als „Wehrkraftzersetzer“ angeklagte Verweigerer ab. Der österreichische Priester Franz Reinisch lehnte den Soldateneid 1938 als Verbrechen ab und wurde am 21. August 1942 hingerichtet. Weitere katholische Verweigerer waren Wilhelm Paul Kempa, Josef Mayr-Nusser, Josef Scheurer, Alfred Andreas Heiß und Franz Jägerstätter.

## Deutsche Demokratische Republik
In der DDR gab es kein Grundrecht zur Kriegsdienstverweigerung. Eine Wehrpflicht wurde erst nach dem Mauerbau per Gesetz vom 24. Januar 1962 eingeführt. Am 7. September 1964 ordnete der Nationale Verteidigungsrat die Aufstellung von sogenannten Baueinheiten im Bereich des Ministeriums für Nationale Verteidigung an. Diese uniformierten „Bausoldaten“, deren Schulterklappen mit einem Spaten gekennzeichnet waren, mussten keinen Waffendienst leisten, sondern wurden innerhalb der NVA unter anderem als Gärtner, Krankenpfleger oder bei Bauvorhaben eingesetzt. Vor allem in den letzten Jahren der DDR kam es auch zu Hilfseinsätzen in Großbetrieben der Industrie. Bausoldaten hatten nach ihrer 18-monatigen Dienstzeit, die genauso lange dauerte wie der Grundwehrdienst, mit Nachteilen zu rechnen: Sie wurden oft in ihrer Berufswahl und ihren Ausbildungschancen eingeschränkt. Eine Totalverweigerung zog, wie in der Bundesrepublik, Freiheitsstrafen nach sich.
Dennoch gab es über die gesamte DDR-Zeit hinweg zahlreiche Kriegsdienstverweigerer, vor allem aus Glaubens- und Gewissensgründen. Darunter waren Zeugen Jehovas und andere Christen. Viele wurden mehrfach inhaftiert.
Der Bund der Evangelischen Kirchen in der DDR forderte seit Anfang der 1980er Jahre einen sozialen Friedensdienst als gesetzliche Alternative zum Wehr- und Bausoldatendienst bei der Nationalen Volksarmee. Diesen verweigerte die Regierung der DDR, doch ab 1985 wurde kein Kriegsdienstverweigerer mehr eingesperrt. 1988 gründete eine kirchliche Initiative einen Diakonischen Friedensdienst als inoffizielle Alternative zum Wehrdienst.

## Bundesrepublik Deutschland

### Grundrecht
Nach dem Zweiten Weltkrieg wurde das Recht auf individuelle Kriegsdienstverweigerung in den Landesgesetzen von Bayern, Hessen (1947) und Baden-Württemberg sowie in der Verfassung von Berlin (1948) festgelegt. Weitere Länderverfassungen sahen eine generelle Ächtung des Krieges vor. Nach diesen Vorbildern beantragte die SPD im April 1948 im Parlamentarischen Rat die Aufnahme eines Satzes, der nach heftigem Streit in das 1949 verabschiedete Grundgesetz für die Bundesrepublik Deutschland aufgenommen wurde (Art. 4 Abs. 3 GG):

„Niemand darf gegen sein Gewissen zum Kriegsdienst mit der Waffe gezwungen werden. Das Nähere regelt ein Bundesgesetz.“

Dies wird aus Absatz 1 gefolgert:

„Die Freiheit des Glaubens, des Gewissens und die Freiheit des religiösen und weltanschaulichen Bekenntnisses sind unverletzlich.“

Die Kriegsdienstverweigerung ist also ein Grundrecht im Rahmen der Glaubens-, Gewissens- und Bekenntnisfreiheit. Die Bundesrepublik war der erste Staat der Welt, der diesem Recht Verfassungsrang einräumte. Dieses erhielt rechtlich, historisch und sachlogisch Vorrang gegenüber einer künftigen militärischen Landesverteidigung, die damals noch nicht ins Auge gefasst wurde. Auch eine Zwangsrekrutierung von Deutschen durch die Alliierten, zum Beispiel in den von ihnen eingerichteten Dienstgruppen, sollte damit ausgeschlossen oder erschwert werden.

### Verhältnis zur Wehrpflicht
In den ersten Nachkriegsjahren war die Losung Nie wieder Krieg! unter den Deutschen weit verbreitet, so dass eine Wiederbewaffnung den meisten undenkbar schien und abgelehnt wurde. Typischer Ausdruck dieser Haltung war Wolfgang Borcherts Prosatext Dann gibt es nur eins! Sag NEIN! vom 20. November 1947, der alle Berufsgruppen zur Verweigerung jeder Art von Kriegsbeteiligung aufrief.
Ab August 1950 änderte Konrad Adenauers Kurs auf Einbindung der Bundesrepublik in ein militärisches Westbündnis die Prioritäten. In der Bundestagsdebatte um einen westdeutschen Wehrbeitrag am 8. November 1950 deutete der Abgeordnete Hans-Joachim von Merkatz von der Deutschen Partei das KDV-Grundrecht wie folgt um: „Diese Bestimmung kann nur einen Sinn haben, wenn man von der logischen Voraussetzung ausgeht, dass sogar die Begründung der Kriegsdienstpflicht nach dem Grundgesetz möglich und zulässig ist.“
Nach der Gründung der Bundeswehr 1955 legte das Wehrpflichtgesetz am 21. Juli 1956 in § 25 fest:

„Wer sich aus Gewissensgründen der Beteiligung an jeder Waffenanwendung zwischen den Staaten widersetzt und deshalb den Kriegsdienst mit der Waffe verweigert, hat statt des Wehrdienstes einen zivilen Ersatzdienst außerhalb der Bundeswehr zu leisten. Er kann auf seinen Antrag zum waffenlosen Dienst in der Bundeswehr herangezogen werden.“

Die der Wehrpflicht analoge Zivildienstpflicht wurde damit zur Regel, die Heranziehung von staatlich anerkannten Kriegsdienstverweigerern zu waffenlosen Diensten bei der Bundeswehr, die der Wortlaut von Art. 4 Abs. 3 GG zugelassen hatte, die Ausnahme. Doch erst 1961 wurde der Zivildienst bundesweit faktisch eingeführt, nachdem im Januar 1960 der Bundestag mit Zustimmung des Bundesrates das „Gesetz über den zivilen Ersatzdienst“ beschlossen hatte und es am 20. Januar 1960 in Kraft trat. Erst nach weiteren 15 Monaten – am 10. April 1961 – traten die ersten etwa 340 anerkannten Kriegsdienstverweigerer der Jahrgänge 1937/38 ihren 12 Monate dauernden Ersatzdienst an.
Das Wehrpflichtgesetz legte eine behördliche Überprüfung der Gewissensentscheidung von Kriegsdienstverweigerern durch ein Antragsverfahren fest. Was unter „Kriegsdienst“ und „Waffe“ im Sinne von Art. 4 Abs. 3 GG zu verstehen ist, entschied das Bundesverwaltungsgericht erst nach jahrelangen Auslegungsstreitigkeiten. Verweigert werden können demnach alle unmittelbaren Waffeneinsätze: nicht nur in völkerrechtlich definierten Kriegen, sondern auch in anderen bewaffneten Konflikten wie Bürgerkriegen, Partisanenbekämpfung usw., aber auch indirekte Kriegsteilnahme, etwa beim Beobachten des Kriegsgegners, Munitionsnachschub, Bedienen von Peil- und Steuerungsgeräten, Radarerfassung feindlicher Raketen usw. Als für Verweigerer zulässige waffenlose Dienste gelten dagegen reine Verwaltungs-, Betreuungs-, Verpflegungs- und Sanitätstätigkeiten bei der bewaffneten Truppe.
Das Bundesverfassungsgericht stellte 1960 klar, dass nach Art. 4 Abs. 3 GG auch die Ausbildung zum Kriegsdienst an der Waffe, also der Wehrdienst, verweigert werden darf:

„Es ist bezweifelt worden, ob angesichts dieses Wortlauts der Dienst mit der Waffe im Frieden, die Ausbildung mit der Waffe, verweigert werden dürfe. Die Frage ist zu bejahen.
 Durch den Art. 12 Abs. 2 GG wird aber der Art. 4 GG dahin verdeutlicht, daß er jedenfalls nunmehr – d. h. nach Einführung der allgemeinen Wehrpflicht – das Recht umfaßt, den Dienst mit der Waffe schon im Frieden zu verweigern. Das ist auch sinnvoll – nicht nur, weil der Staat kein Interesse daran haben kann, Wehrpflichtige mit der Waffe auszubilden, die im Kriegsfall die Waffenführung verweigern werden, sondern auch vom Standpunkt des Einzelnen aus, dem eine Ausbildung nicht aufgezwungen werden darf, die einzig den Zweck hat, ihn zu einer Betätigung vorzubereiten, die er aus Gewissensgründen ablehnt.“

Zivildienstleistende befinden sich in einem öffentlich-rechtlichen Dienstverhältnis (genau wie Grundwehrdienstleistende) und haben dadurch Anspruch auf Sicherstellung des Lebensunterhaltes durch Verpflegung, Unterbringung, freie Heilfürsorge, kostenlose Familienheimfahrten usw. Sie erhalten Geld- und Sachbezüge wie Sold, Verpflegungsgeld, Entschädigungen für Bekleidungsnutzung und ein Entlassungsgeld.

### Antrag auf Kriegsdienstverweigerung
Die Anerkennung als Kriegsdienstverweigerer kann man jederzeit schriftlich beim zuständigen Karrierecenter der Bundeswehr, vormals Kreiswehrersatzamt beantragen. Der KDV-Antrag wird dann an das Bundesamt für Familie und zivilgesellschaftliche Aufgaben (BAFzA) weitergeleitet, das über ihn entscheidet. Der Antrag kann auch zur Niederschrift eingereicht werden; dazu gibt es meist vorgefertigte Formulare, die nur noch unterschrieben werden müssen. Im Internet angebotene Muster dürfen aber nicht wörtlich übernommen werden, da in jedem Fall die individuelle Gewissensentscheidung glaubhaft gemacht werden muss.
Für Form und Inhalt der Begründung gibt es keine Vorschrift; in jedem Fall muss sie sich auf Art. 4 Abs. 3 GG beziehen. Ein tabellarischer Lebenslauf und eine schriftliche Darlegung der Gewissensgründe sind beizufügen oder nachzureichen. Bis 2004 gehörte auch ein polizeiliches Führungszeugnis dazu. Dieses holt das Bundesamt heute nur noch bei begründeten Zweifeln selbst ein. Auch eine mündliche Anhörung führt es heute nur bei begründeten Zweifeln an der Wahrheit der Gewissensgründe durch.
Ein KDV-Antrag kann schon mit der Erfassung eingereicht werden; er hat nur vor der Einberufung aufschiebende Wirkung, etwa wenn er spätestens vor der Musterung eingereicht wird. Wer nach Erhalt des Musterungsergebnisses verweigert, kann zur Bundeswehr eingezogen werden, bis über den Antrag endgültig entschieden worden ist. Allerdings wird dann meist auf eine militärische Ausbildung des Antragstellers verzichtet, und dieser wird bis zur Anerkennung seines Antrags vom Dienst befreit. Im Verteidigungsfall hindert ein Antrag nicht an der Einberufung, aber am Dienst mit der Waffe.
Ein bewilligter KDV-Antrag kann jederzeit vom Antragsteller durch ein formloses Schreiben an das BAFzA, aus welchem hervorgeht, dass die zuvor angeführten Gewissensgründe nicht mehr vorliegen, zurückgenommen werden. Dies ist beispielsweise notwendig, wenn man sich entscheidet, berufsmäßigen Wehrdienst in den Bundeswehr zu leisten, etwa als Quereinsteiger und Einstellung mit höherem Dienstgrad. Auch die Teilnahme an einer Informationswehrübung setzt die Rücknahme einer Kriegsdienstverweigerung, sofern vorhanden, voraus.

### Prüfungsverfahren
Von 1956 bis 1983 musste jeder bundesdeutsche Verweigerer den Ernst seiner Gewissensentscheidung sowohl in schriftlicher Begründung als auch in mündlicher Anhörung und Befragung zuerst vor einem „Prüfungsausschuss“, bei Ablehnung vor einer Prüfungskammer (2. Instanz) glaubhaft machen. Der Prüfungsausschuss war einem oder mehreren Kreiswehrersatzämtern zugeordnet, während die Prüfungskammer der Wehrbereichsverwaltung eingegliedert war. Beide Gremien lagen zwar organisatorisch im Verantwortungsbereich der Bundeswehr, waren jedoch mit Zivilpersonen besetzt. Bei Ablehnung auch durch die Prüfungskammer blieb dem Antragsteller nur das Rechtsmittel der Klage vor dem Verwaltungsgericht, in Grundsatzfällen die (seltene) Revision beim Bundesverwaltungsgericht.
1977 hob ein Wehrpflichtänderungsgesetz der sozialliberalen Koalition die Überprüfung von KDV-Anträgen generell auf und machte deren Anerkennung nur noch vom Zustandekommen eines Zivildienstvertrages abhängig. Nach einem abstrakten Normenkontrollantrag der CDU/CSU-Bundestagsfraktion und dreier CDU-geführter Landesregierungen erklärte das Bundesverfassungsgericht diese „Postkartennovelle“ am 13. April 1978 für verfassungswidrig, so dass das vorherige Verfahren wieder aufgenommen wurde.
Am 30. Juni 1983 beschloss der Bundestag das Gesetz zur Neuordnung des Rechts der Kriegsdienstverweigerung und des Zivildienstes. Danach war eine Gewissensprüfung nur noch bei Soldaten zulässig, die im Wehrdienst oder danach KDV beantragten. Bei Ungedienten genügte nun ein schriftlicher Antrag mit einer persönlichen ausführlichen Begründung; dieser war an das Kreiswehrersatzamt zu richten, der Antrag wurde allerdings allein durch das Bundesamt für den Zivildienst geprüft. Der Dienst wurde 1984 nach § 24 Zivildienstgesetz von 16 auf 20 Monate verlängert und dauerte damit ein Viertel länger als die Wehrdienstzeit. Dies sollte die Ernsthaftigkeit einer Gewissensentscheidung zur Kriegsdienstverweigerung unterstreichen. Eine Klage, wonach dies gegen die in Art. 12a Abs. 2 GG festgelegte gleiche Dauer beider Dienste verstoße, wies das BVerfG mit Hinweis auf zusätzlich vom Gedienten zu absolvierende Wehrübungen zurück. Im Zuge der Verkürzung des Wehrdienstes ab September 1990 wurde der Zivildienst auch verkürzt, sodass er nur noch drei Monate länger war als der Wehrdienst. 2000 erfolgte eine weitere Verkürzung auf 11 und 2002 auf 10 Monate, wodurch er nur noch 1 Monat länger war als der Grundwehrdienst. Am 1. Oktober 2004 wurde die Dauer des Zivildienstes an die des Grundwehrdienstes angeglichen.
Nach der heute gültigen Fassung des Kriegsdienstverweigerungsgesetzes (KDVG) vom 9. August 2003 entscheidet das Bundesamt für Familie und zivilgesellschaftliche Aufgaben ohne reguläre Anhörung über einen schriftlichen KDV-Antrag. Die Antragstellung entbindet nicht von der Pflicht, sich zur Erfassung zu melden und zur Musterung vorzustellen, schiebt aber die Einberufung zum Wehrdienst bis zur unanfechtbaren Ablehnung des Antrags auf oder hebt sie im Fall seiner rechtsgültigen Anerkennung ganz auf. Während im Wehrdienst verweigernde Soldaten früher sofort von jedem Dienst an der Waffe entbunden wurden, geschieht dies heute nur dann, wenn die Arbeitsfähigkeit eines Truppenteils dadurch nicht eingeschränkt wird.

### Kritik
Die Formulierung von Art. 4 Abs. 3 GG stieß schon vor seiner Aufnahme in das Grundgesetz auf starke Kritik, da sie den juristisch unbestimmten und nach häufiger Ansicht auch unbestimmbaren Begriff des Gewissens zu einem Kriterium für die Wahrnehmung eines Grundrechts macht. Vor allem Kirchenvertreter wandten frühzeitig ein: Damit werde eine individuelle ethisch-moralische Instanz zu einer Rechtsnorm mit angeblich allgemeingültig überprüfbaren Tatbestandsmerkmalen erhoben. Das Vorliegen einer Gewissensentscheidung könne aber wegen des individuellen Charakters des Gewissens weder bewiesen noch widerlegt werden. Deswegen lehnte etwa der spätere erste Bundespräsident Theodor Heuss diesen Satz und seine Aufnahme in das Grundgesetz strikt ab. Zwei parlamentarische Anträge auf ersatzlose Streichung der „Gewissensklausel“ 1949 fanden keine Mehrheit.
Kirchenvertreter wandten sich seit Einführung des Prüfungsverfahrens auch dagegen, dass der Antragsteller das Vorliegen einer „echten“ Gewissensnot „beweisen“, zumindest glaubhaft machen müsse. Ein Grundrecht dürfe eigentlich nur bei staatlichem Gegenbeweis eingeschränkt werden. Die Beweislastumkehr lasse vermuten, dass hier politische, nicht ethische Motive vorherrschten: Denn andernfalls würde das KDV-Grundrecht die verfassungsrechtlich nachrangige Wehrpflicht praktisch aufheben. Auch § 25 Wehrpflichtgesetz, wonach eine Gewissensentscheidung im Sinne von Art. 4 Abs. 3 GG nur vorliege, wenn jede tötende Gewalt zwischen Staaten abgelehnt wird, wurde als Einschränkung von Art. 4 Abs. 3 GG und praktisch unüberprüfbar kritisiert. Dabei werde eine konkrete Gewissensentscheidung im Einzelfall auf eine dem Einzelnen unmögliche allgemeine Entscheidung gegen jede Gewaltanwendung ausgedehnt, so dass Gewissen und Vernunft in einen Gegensatz gestellt würden.
Besonders in den 1970er Jahren mit stark zunehmenden KDV-Anträgen wurden nachgewiesene und offenkundige Mängel des damaligen Prüfungsverfahrens kritisiert: darunter verschiedene Anerkennungsbescheide bei gleichen KDV-Begründungen und rechtswidrige Anerkennungen, bei denen der Antragsteller keinerlei Bezug auf Art. 4 Abs. 3 GG nahm. Viele Beispiele wurden als Indiz für voreingenommene Prüfer und unmögliche objektive Überprüfbarkeit einer Gewissensentscheidung gewertet. Ausschüsse und Kammern seien parteiisch. Es wurde auch der gänzliche Verzicht auf eine gesetzliche Überprüfung der Gewissensentscheidung gefordert.
Die Vorgehensweise in den mündlichen Verhandlungen waren ein dauerhafter Streitpunkt. Bevorzugt wurden Szenarien vorgestellt, die teilweise jenseits jeder Wahrscheinlichkeit lagen. Ein Beispielszenario, als Brett des Karneades bekannt, war, dass man sich nach dem Untergang eines Schiffes dank eines Stückes Treibholz über Wasser halten konnte. Ein anderer Schiffbrüchiger schwimmt heran, aber das Treibholz reicht nicht aus, um beide zu tragen. Was tut der Antragsteller? Weist er den anderen zurück, so konnte er offensichtlich doch die Tötung eines anderen Menschen akzeptieren. Sagte er aus, er würde sich opfern und das Treibholz dem anderen überlassen, so war die Antwort offensichtlich unglaubwürdig. Sagte er, es käme zu einem Kampf, so wurde dem Antragsteller entweder unterstellt, er versuche einer Antwort auszuweichen, oder aber er sollte Stellung beziehen, ob er im Rahmen des Kampfes die Tötung des anderen in Kauf nahm. Weitere beliebte Szenarien hatten die Notwehr zum Thema. Es wurde jedoch gerichtlich festgestellt, dass die Bereitschaft zur persönlichen Notwehr und Nothilfe nicht zu Ungunsten des Antragstellers ausgelegt werden darf und die Glaubwürdigkeit einer Gewissensentscheidung nicht mindert.
In Teilen der Gesellschaft fand man es stets bedenklich, dass ein Kriegsdienstverweigerer nachweisen musste, dass er schweren seelischen Schaden erleiden würde, sollte er gegen sein Gewissen Kriegsdienst an der Waffe leisten und bei dieser Gelegenheit möglicherweise einen anderen Menschen töten müssen. Dagegen wurde postuliert, dass ein normaler Soldat keinen solchen Schaden erleiden müsste, was allerdings der Gefechtsrealität widersprach.

### Anerkennungsgründe
In mehreren Grundsatzurteilen definierte das BVerfG zunächst den für das KDV-Grundrecht zentralen, aber wissenschaftlich stark umstrittenen Begriff des Gewissens. So stellte das Urteil 12/54 fest, Gewissen sei ein „… wie immer begründbares, jedenfalls aber real erfahrbares seelisches Phänomen […], dessen Forderungen, Mahnungen und Warnungen für den Menschen unmittelbar evidente Gebote unbedingten Sollens sind.“ Das Urteil vom 3. September 1958 präzisierte: Gewissen sei „… eine im Innern ursprünglich vorhandene Überzeugung von Recht und Unrecht und die sich daraus ergebende Verpflichtung des Betroffenen zu einem bestimmten Handeln oder Unterlassen.“
Als Gewissensentscheidung ist daher nach BVerfGE 12, 45, 55 „… jede ernste, sittliche, d. h. an den Kategorien ‚Gut‘ und ‚Böse‘ orientierte Entscheidung anzusehen, die der einzelne in einer bestimmten Lage als für sich bindend und unbedingt verpflichtend innerlich erfährt, so daß er gegen sie nicht ohne ernste Gewissensnot handeln könnte.“
In einem weiteren Grundsatzurteil erkannte das Bundesverwaltungsgericht am 17. Dezember 1970 nur eine von einem absoluten Tötungsverbot getragene Gewissensentscheidung als von Art. 4 Abs. 3 GG gedeckt an. Situationsbedingte, politische und historische Begründungen für einen KDV-Antrag seien zwar auch mögliche Gewissensentscheidungen, reichten aber nicht aus, wenn der Antragsteller in anderen Situationen Waffenanwendung gegen Menschen mit dem Tötungsrisiko für diese bejahe. Dann sei die Gewissensentscheidung „nicht durch die sittliche Forderung nach der vorbehaltlosen Achtung des menschlichen Lebens bestimmt.“
Eine in einer bestimmten Situation gereifte und mit dieser begründete glaubwürdige Ablehnung jedes Kriegsdienstes dagegen sei nach Art. 4 Abs. 3 GG zulässig. Damit gilt das KDV-Grundrecht nicht nur für prinzipielle Pazifisten, sondern auch für Personen, die den Kriegsdienst in einer aktuellen Situation nicht (mehr) mit ihrem Gewissen vereinbaren können und dazu historisch-politische Gründe anführen. Nicht anerkannt wird allerdings die rein politisch begründete Ablehnung eines bestimmten Krieges, einer bestimmten Kriegsart oder eines Krieges mit bestimmten Waffenarten.
Die reine Behauptung, dass das eigene Gewissen den Kriegsdienst verbiete, reicht nicht aus. Ebenfalls sind religiöse Gründe unzureichend. Beispielsweise wurden der Glaube und die Furcht, wegen der Tötung von Menschen im Krieg in die Hölle zu kommen, nicht anerkannt. Dagegen kann die Religion für den Gewissensbildungsprozess, der im Rahmen des Antrags dargestellt werden muss, durchaus wichtig sein. Zu Zeiten der deutschen Teilung wurde auch nicht akzeptiert, dass man eigenen Verwandten gegenüberstehen könnte und diese gegebenenfalls töten müsste.
Für eine Anerkennung muss der Antragsteller glaubhaft darlegen, dass er „irreparablen seelischen Schaden“ erleiden und die „Persönlichkeit zerbrechen“ würde, sollte er „als Soldat“ einen Menschen töten müssen. Dagegen ist persönliche Notwehr (die von der kollektiven Notwehr unterschieden wird, in die ein Soldat gezwungen wird) akzeptabel. Sowohl in persönlicher Notwehr (Angriff auf das eigene Leben) als auch in persönlicher Nothilfe (z. B. Angriff auf Freundin/Freund) kann die Tötung des Angreifers in Kauf genommen werden, ohne dass die eigene Persönlichkeit zerbrechen muss. Dasselbe gilt, wenn man als Zivilist im Kriegsfall einen feindlichen Soldaten tötet, der sich rechtswidrig verhält (Genfer Konventionen). Irrelevant dabei ist letztendlich die tatsächliche Gewissenslage. Die Ablehnung persönlicher Notwehr oder der Unwillen, das Leben eines Täters höher als das des Opfers zu bewerten, wurde im Einzelfall so ausgelegt, dass der Antragsteller unglaubwürdig sei.
Spätestens seit der Bundeswehrmajor Florian Pfaff die indirekte Mitwirkung am Irakkrieg erfolgreich verweigerte, ist es jedoch auch möglich, aus Gewissensgründen die Mitwirkung an als besonders verwerflich erachteten Handlungen zu verweigern. Dazu gehört die Berufung aktiver Soldaten auf Art. 26 GG, der der Bundesrepublik jeden Angriffskrieg und jede Teilnahme daran ausdrücklich verbietet. Voraussetzung ist auch hier, dass die Gewissensgründe – in diesem Fall: der Gewissenswandel – nachvollziehbar dargelegt werden.

### Entwicklung der Antragszahlen
Von der Einführung der Wehrpflicht (1956) bis 1968 beantragte nur eine kleine Minderheit der wehrpflichtigen Geburtsjahrgänge KDV. Dies wurde gesellschaftlich durchgängig als fragwürdige Abweichung von der Norm missbilligt. Einer der ersten Kriegsdienstverweigerer der Nachkriegszeit, am 10. April 1957, war der 19-jährige Werner Zrenner aus München. Schon sein Vater, Leander Zrenner, verweigerte im Jahre 1941, als Mitglied der Reformadventisten, aus biblischen Gründen den Wehrdienst und wurde im August desselben Jahres in Brandenburg-Görden hingerichtet. Erst 1961 wurde der Zivildienst faktisch eingeführt. Die Zahl der Kriegsdienstverweigerer stieg ab 1967 langsam an.
1968 wurden mit 11.952 doppelt so viele KDV-Anträge gestellt wie im Vorjahr mit 5.963. Zugleich verweigerten viermal so viele Soldaten wie 1967 den Kriegsdienst; viele verbrannten ihre Wehrpässe öffentlich und verweigerten Befehle. 1969 versuchte das Bundesverwaltungsamt, die Kriegsdienstverweigerer unter anderem in Schwarmstedt zu kasernieren. Zu dieser Zeit wohnten die Zivildienstleistenden noch bei den Dienststellen. Nach einem bundesweiten Streik der Zivildienstleistenden zu Ostern gab das Amt sein Vorhaben auf. Nach und nach vermehrte sich die Anzahl von Zivildienstleistenden, die zu Hause schliefen und jeweils nur zum Dienst – wie andere Menschen zur Arbeitsstelle – anreisten. Zudem konnten die Zivildienstleistenden die Einrichtung, in der sie ihren Dienst ableisten wollten, selber wählen.
1972 wurden 33.792 KDV-Anträge gestellt: ebenso viele wie in den ersten zehn Jahren der Wehrpflicht. Dabei nahmen situationsbezogene Argumentationen, etwa Kritik am Vietnamkrieg, am Kalten Krieg und am Nord-Süd-Konflikt, erheblich zu. KDV galt nun vielfach als Mittel zur Politisierung der jungen Generation. Dies hatte erhebliche Auswirkungen auf die innere Führung der Bundeswehr unter der sozialliberalen Koalition (1969–1982).
Nur 1974 und 1975 ging die Antragszahl leicht zurück, bevor sie 1977 erneut sprunghaft anstieg: Nachdem die Regierung das Antragsverfahren vorübergehend aufgehoben und die einfache Abmeldung vom Wehrdienst per Postkarte erlaubt hatte, wurden 69.969 Postkartenanträge gestellt. Nach Aufhebung der Reform durch das Bundesverfassungsgerichtsurteil fielen die Antragszahlen 1978 auf den Stand von 1976, um von da an weiter zu steigen. Bis 1983 betrugen sie etwa zehn Prozent eines Musterungsjahrgangs. 1983 wurden 66.583 Anträge gestellt. Nach der Verlängerung des Zivildienstes ging die Zahl 1984 auf 44.014 zurück. Für die Geburtsjahrgänge 1957 bis 1966 war die KDV nunmehr ein gesellschaftlich anerkanntes Verhalten.
1987 ist mit 88.397 vorhandenen Zivildienstplätzen erstmals erreicht, dass jeder anerkannte Kriegsdienstverweigerer eine Stelle besetzen kann. Der „Stau“ der nach dem Anerkennungsfahren des Jahres 1983 wartenden 100.000 Kriegsdienstverweigerer war abgebaut.
Zu Beginn des Jahres 1991 gab es 15 Zivildienstschulen, die dem Referat I 3 „Bildung und Ausbildung“ des Bundesamtes für den Zivildienst unterstanden.
1991 während des Zweiten Golfkriegs und den damit verbundenen Protesten wurden mit 151.212 fast doppelt so viele KDV-Anträge wie 1990 eingereicht. Seitdem wird die KDV endgültig als „Massenphänomen sozialer Normalität“ betrachtet (Hans-Georg Räder).
| Jahr | Anträge |
| ---- | ------- |
| 1956 | –       |
| 1958 | 2.447   |
| 1959 | 3.257   |
| 1960 | 5.439   |
| 1961 | 3.804   |
| 1962 | 4.489   |
| 1963 | 3.311   |
| 1964 | 2.777   |
| 1965 | 3.437   |
| 1966 | 4.431   |
| 1967 | 5.963   |
| 1968 | 11.952  |
| 1969 | 14.420  |
| 1970 | 19.363  |
| 1971 | 27.647  |
| 1972 | 33.792  |
| 1973 | 35.192  |
| 1974 | 34.150  |
| 1975 | 32.565  |
| 1976 | 40.618  |
| 1977 | 69.969  |
| 1978 | 39.698  |
| 1979 | 45.454  |
| 1980 | 54.193  |
| 1981 | 58.051  |
| 1982 | 59.776  |
| 1983 | 68.334  |
| 1984 | 43.874  |
| 1985 | 53.904  |
| 1986 | 58.693  |
| 1987 | 62.817  |
| 1988 | 77.068  |
| 1989 | 77.432  |
| 1990 | 74.569  |
| 1991 | 151.212 |

In der Zeit vom 1. Januar 2002 bis 31. Dezember 2012 sind bei den zuständigen Behörden insgesamt 1.179.691 Anträge auf Anerkennung als KDV eingegangen. Davon waren 31.985 Anträge von Soldaten.

### Beratung für Kriegsdienstverweigerer
Beratung für Kriegsdienstverweigerer bieten mehrere Organisationen, darunter die Deutsche Friedensgesellschaft – Vereinigte KriegsdienstgegnerInnen, die auch Totalverweigerer unterstützt. Die Zentralstelle für Recht und Schutz der Kriegsdienstverweigerer aus Gewissensgründen e. V. (Zentralstelle KDV) wurde Ende 2014 aufgelöst.
In der EKD wird die Beratung und Begleitung der Kriegsdienstverweigerer seit 1956 durch die Evangelische Arbeitsgemeinschaft für Kriegsdienstverweigerung und Frieden (EAK) wahrgenommen. Die EAK ist ein Zusammenschluss der landeskirchlichen und freikirchlichen Beauftragten für Fragen der Kriegsdienstverweigerung und Friedensbildung, die bis in die Kirchenkreise hinein mit einem breiten Netz von mehreren hundert zumeist ehrenamtlichen Beratern vertreten ist. KDV-Beratung bietet auch die katholische Gruppe Pax Christi an.

### Haltung der Kirchen
Die römisch-katholische Kirche stand der Kriegsdienstverweigerung lange Zeit mit starken Vorbehalten gegenüber, weil sie nach ihrer theologischen Tradition vom gerechten Verteidigungskrieg von einer Kriegsdienstpflicht ausging. Kriegsdienstverweigerung galt demnach als Ausdruck eines Irrtums, der gleichwohl moralisch zulässig sein könne. Die modernen Massenvernichtungsmittel stellen die Möglichkeit jedes verhältnismäßigen und auf Frieden mit dem Gegner zielenden Krieges jedoch in Frage. Unter diesem Eindruck kam es seit den 1950er Jahren zu einer differenzierteren Haltung. Die beim Zweiten Vatikanischen Konzil veröffentlichte Pastoralkonstitution Gaudium et Spes sprach sich 1965 für den gesetzlichen Schutz derjenigen Kriegsdienstverweigerer aus Gewissensgründen aus, die „zu einer anderen Form des Dienstes für die menschliche Gemeinschaft bereit sind.“
Die EKD lehnte die Wiederbewaffnung Westdeutschlands anfangs weitgehend ab; der Bruderrat der EKD rief alle evangelischen Christen in Ost und West 1950 zur Kriegsdienstverweigerung auf. Die Synoden von Weißensee 1950 und von Elbingerode 1952 sagten Kriegsdienstverweigerern aus Gewissensgründen kirchliche Hilfe und Fürbitte zu. Zudem lehnte die EKD seit 1956 die Begrenzung einer anerkannten Gewissensentscheidung auf ein absolutes Tötungsverbot ab und forderte immer wieder die Abschaffung der Gewissensprüfung. Mit den Heidelberger Thesen erkannte sie 1959 jedoch die Wehrpflicht und das NATO-Konzept der militärischen Abschreckung prinzipiell ebenso wie den Waffenverzicht als mit dem christlichen Glauben vereinbar an. Sie unterstrich jedoch den vorläufigen, nur im Rahmen einer auf internationale Abrüstungsvereinbarungen zielenden Friedenspolitik legitimen Charakter dieser auch auf Atomwaffen gestützten Verteidigungsstrategie. Nach heftigen Debatten um den NATO-Doppelbeschluss wurde diese Position 1982 nochmals erneuert.
Die Kirchen des Reformierten Bundes lehnten 1982 nicht nur den Einsatz, sondern auch Bereithaltung, Herstellung von und Handel mit Massenvernichtungswaffen ab und erklärten diese Position zur nicht verhandelbaren christlichen Glaubensentscheidung („Nein ohne jedes Ja“). Dort gilt die Kriegsdienstverweigerung seither gegenüber dem Wehrdienst als das „deutlichere Zeichen“ des christlichen Friedensdienstes. Diese Haltung teilt heute großenteils auch der Ökumenische Rat der Kirchen. Dieser hatte seine Mitgliedskirchen schon 1975 dazu aufgerufen, ihre Bereitschaft zum Verzicht auf den Schutz von Waffen gegenüber ihren Regierungen zu erklären.
Die Mennoniten kehrten nach dem Zweiten Weltkrieg zu ihrer früheren pazifistischen Haltung zurück, die sie in der NS-Zeit unter dem Verfolgungsdruck aufgegeben hatten. Sie kritisierten in den 1950er Jahren die deutsche Wiederbewaffnung und das atomare Wettrüsten stark. Das 1956 von der Arbeitsgemeinschaft Mennonitischer Gemeinden gegründete Deutsche Mennonitische Friedenskomitee berät seitdem Kriegsdienstverweigerer und unterstützt Friedensprojekte.

### Seit Aussetzung der allgemeinen Wehrpflicht
Auch mit Aussetzung der allgemeinen Wehrpflicht zum 1. Juli 2011 ist die Kriegsdienstverweigerung nicht obsolet geworden, da die Wehrpflicht nicht abgeschafft, sondern lediglich ausgesetzt wurde.
Der Kriegsdienst mit der Waffe kann weiterhin gem. Art. 4 Abs. 3 GG verweigert und beim Kreiswehrersatzamt (seit 30. November 2012 Karrierecenter der Bundeswehr) beantragt werden. Über den Antrag entscheidet das Bundesamt für Familie und zivilgesellschaftliche Aufgaben (BAFzA), vormals Bundesamt für den Zivildienst.
Wehrpflichtige, die als Kriegsdienstverweigerer anerkannt worden sind, haben im Spannungs- oder Verteidigungsfall statt des Wehrdienstes Zivildienst außerhalb der Bundeswehr als Ersatzdienst nach Art. 12a Abs. 2 GG zu leisten (§ 1 Abs. 2 KDVG). Nach § 53 ZDG ist die Dienstflucht strafbar.
In den Jahrzehnten vor der Aussetzung der Wehrpflicht wurde in der Bundesrepublik über Wehrgerechtigkeit diskutiert und die Ausgestaltung des Zivildienstes zu einem Friedensdienst gefordert. Die Debatte führte schließlich 2011 zu einer Aussetzung der allgemeinen Wehrpflicht. Seitdem gibt es einen freiwilligen Wehrdienst, die Zivildienstpflicht für anerkannte Kriegsdienstverweigerer entfiel in Friedenszeiten.
In den Debatten spielten politische und soziale Aspekte eine Rolle, kaum jedoch die von Art. 4 Abs. 3 GG ursprünglich intendierte moralisch-ethische Prüfung jeder bewaffneten Gewaltanwendung. Auslandseinsätze der Bundeswehr führen zwar kurzzeitig zu mehr KDV-Anträgen, nicht aber zu einer gesellschaftlich wirksamen Opposition gegen die Neudefinition von Landesverteidigung, die vom Grundgesetz ursprünglich nicht gedeckt war.
Durch die Aussetzung der Wehrpflicht wurde das Angewiesensein vieler sozialer Einrichtungen auf Zivildienstleistende als engagierte und billige Arbeitskräfte herausgestellt. Als Alternative zur Wehrpflicht wurde vor der Aussetzung der Wehrpflicht ein allgemeines soziales Pflichtjahr („Dienstpflicht“) erwogen, aber nicht umgesetzt. An die Stelle des Zivildienstes und als Ergänzung zu den bereits vorhandenen freiwilligen Diensten trat im Jahr 2011 der Bundesfreiwilligendienst. Die anerkannten Zivildienstplätze werden als Einsatzstellen für den Bundesfreiwilligendienst fortgeführt. Nachdem im Jahr 2010 noch 78.387 Personen zum Zivildienst einberufen worden waren, betrug die Zahl der Bundesfreiwilligen im Februar 2017 bundesweit 43.504.
Im Jahr 2021 stellten 209 Personen einen Antrag auf Kriegsdienstverweigerung, davon 176 aktive Soldaten, 10 Reservisten und 23 Ungediente. 2022, im Jahr des russischen Überfalls auf die Ukraine, registrierte das Bundesamt einen sprunghaften Anstieg der Anträge auf Kriegsdienstverweigerung. Die Zahl hatte sich annähernd verfünffacht. Wie das Bundesamt im Januar 2023 mitteilte, gingen 951 Anträge ein. Davon fielen 593 Anträge auf Ungediente, 266 auf Reservisten und 223 auf aktive Soldaten. Das Verteidigungsministerium erklärte dazu, dass man einen Anstieg der Anträge vor allem kurz nach dem Ausbruch des Ukraine-Krieges verzeichnete, sich die Lage dann jedoch auf dem Vorkriegsniveau stabilisiert habe.
Die Bearbeitung eines Antrages kann länger als ein Jahr in Anspruch nehmen.

### Kriegsdienstverweigerung aktiver Soldaten
Der Antrag auf Kriegsdienstverweigerung kann nicht nur vor dem Wehrdienst gestellt werden, sondern auch während eines aktiven Wehrdienstverhältnisses als Soldat.
Wer zu einer Dienstleistung nach dem vierten Abschnitt des Soldatengesetzes herangezogen wird (z. B. zu einer Wehrübung), ist zu entlassen, wenn dessen Antrag auf Kriegsdienstverweigerung anerkannt wird (§ 75 Abs. 1 Nr. 6 SG). Die Person verliert den geführten Dienstgrad (§ 76 Abs. 3 S. 1 SG). Diese Regelung gilt für freiwillig Wehrdienstleistende (FWDL) nach § 58b SG entsprechend (§ 58h Abs. 1 SG). Im Spannungs- und Verteidigungsfall ist ein Wehrdienstleistender nach § 4 Abs. 1 WPflG unter Verlust des Dienstgrades (§ 30 Abs. 2 S. 1 WPflG) ebenso zu entlassen, soweit er nicht in den Zivildienst überführt wird (§ 29 Abs. 1 S. 3 Nr. 6 WPflG).
Berufssoldaten (BS) können jederzeit ihre Entlassung beantragen (§ 46 Abs. 3 SG). Daher ist eine Kriegsdienstverweigerung bei dieser Statusgruppe eher selten. Sehr vereinzelt kommt die Verweigerung bestimmter Befehle (z. B. Teilnahme an einer besonderen Auslandsverwendung) aus Gewissensgründen vor.
Ein Soldat auf Zeit (SaZ) kann auf seinen Antrag nur entlassen werden, wenn das Verbleiben im Dienst für ihn eine besondere Härte bedeuten würde (§ 55 Abs. 3 SG). Soldaten auf Zeit sind grundsätzlich an die Dienstzeit gebunden, zu der sie sich freiwillig verpflichtet haben. Daher ist es eine häufige Methode von Soldaten auf Zeit, die dennoch früher entlassen werden möchten, einen Antrag auf Kriegsdienstverweigerung zu stellen. Sollte dieser Erfolg haben, ist der Soldat auf Zeit zu entlassen (§ 55 Abs. 1 Nr. 1 i. V. m. § 46 Abs. 3 SG), wobei an die Antragsbegründung aufgrund der vorherigen freiwilligen Verpflichtung zum Dienst in den Streitkräften erhöhte Anforderungen gestellt werden. Eine schwere Gewissensnot muss glaubhaft dargelegt werden. Diese kann entweder durch ein Schlüsselerlebnis oder einen längeren intensiven Wandlungsprozess verursacht sein. Der Soldat auf Zeit verliert grundsätzlich sämtliche Ansprüche auf Berufsförderung und Dienstzeitversorgung nach dem Soldatenversorgungsgesetz; Kosten für eine zivil verwertbare Ausbildung oder ein Studium sind zu erstatten. Diese liegen üblicherweise zwischen 8.000 bis 40.000 Euro.
Von Juli 2011 bis Juni 2014 haben 115 Soldaten einen Antrag auf Kriegsdienstverweigerung gestellt (davon 13 Soldatinnen).
Im Jahr 2024 entsprach die Quote der Anträge auf Kriegsdienstverweigerung bei aktiven Soldaten insgesamt 0,09 % (FWDL: 0,01 %; SaZ: 0,14 %; BS: 0,007 %).

### Statistik der Anträge auf Kriegsdienstverweigerung seit 2020
|        | eingegangen | eingegangen | eingegangen | eingegangen | eingegangen | eingegangen | eingegangen | zurückgenommen | erledigt | rechtskräftig anerkannt | Ablehnungen           | Ablehnungen        | Ablehnungen | Klagen nach Ablehnung |
| Gesamt | Ungediente  | Soldaten    | Soldaten    | Soldaten    | Soldaten    | Reservisten | Gesamt      | zurückgenommen | erledigt | rechtskräftig anerkannt | wg. Unvollständigkeit | wg. Unzulässigkeit |             | Klagen nach Ablehnung |
| Gesamt | Ungediente  | Gesamt      | FWDL        | SaZ         | BS          | Reservisten | Gesamt      | zurückgenommen | erledigt | rechtskräftig anerkannt | wg. Unvollständigkeit | wg. Unzulässigkeit |             | Klagen nach Ablehnung |
| ------ | ----------- | ----------- | ----------- | ----------- | ----------- | ----------- | ----------- | -------------- | -------- | ----------------------- | --------------------- | ------------------ | ----------- | --------------------- |
| 2020   | 142         | 22          | 108         | 0           | 107         | 1           | 12          | 438            | 138      | 48                      | 62                    | 9                  | 1           | 42                    |
| 2021   | 209         | 23          | 176         | 4           | 166         | 6           | 10          | 304            | 129      | 41                      | 76                    | 6                  | 1           | 40                    |
| 2022   | 1123        | 450         | 235         | 1           | 226         | 8           | 438         | 487            | 333      | 208                     | 80                    | 9                  | 2           | 16                    |
| 2023   | 1609        | 835         | 178         | 3           | 166         | 9           | 596         | k. A.          | 119      | 844                     | 126                   | k. A.              | k. A.       | k. A.                 |
| 2024   | 2998        | 1811        | 158         | 1           | 153         | 4           | 1029        | k. A.          | 119      | 1435                    | 244                   | k. A.              | 245         | 3                     |